# Miloš Minić
Miloš Minić (srbsko Милош Минић), narodni heroj Jugoslavije, udeleženec Narodnoosvobodilne vojne in politični delavec * 28. julij 1914, † 5. september 2003.

## Življenjepis
Rodil se je 28. avgusta 1914 v vasi Preljina, v bližini Čačka. Osnovno šolo je končal v domačen kraju, gimnazijo pa v Čačku leta 1933. Po srednji šoli je odšel študirat na pravo v Beograd, kjer je leta 1938 tudi diplomiral. 
Že kot dijak zadnjih let gimnazije se je pridružil mladinskemu revolucionarnemu gibanju. Aktivno pa se je v revolucionarno delovanje vključil šele ob prihodu na univerzo leta 1933. Sodeloval je pri demonstracijah in drugih akcijah, ki jih je na univerzi organizirala Komunistična partija Jugoslavije (KPJ). Leta 1935 se je pridružil Zvezi komunistične mladine Jugoslavije, leto kasneje pa se je pridružil še komunistični partiji. Kmalu zatem je bil izbran v vodstvo stranke na pravni fakulteti.
V tem času je sodeloval pri reševanje ekonomskih problemov študentov. Bil je predsednik »Opšte studentske menze«, sekretar »Podpornega društva študentov«, član akcijskega odbora študentskih strokovnih združenj in eden od najaktivnejših organizatorjev študentskih protestov.  Sodeloval je tudi pri velikih študentskih demonstracijah 4. aprila 1936.  
Leta 1930 je bil Miloš Minić izvoljen za člana univerzitetnega komiteja Komunistične partije Jugoslavije v Beogradu, vendar je pozicijo kmalu zapustil, saj je odšel na delo v pokrajinski komite SKOJ-a za Srbijo, kasneje pa je postal član okrožnega komiteja KPJ v Čačku. Zaradi aktivnega političnega delovanja je bil stalno preganjan in večkrat tudi aretiran. Po lokalnih volitvah leta 1938 je Minić skupaj z Momom Markovićem  napisal brošuro »Kdo ima pravico govoriti v imenu Beograda?«.  Brošura je vsebovala analizo volitev in prikazovala teror, ki ga je takratna vlada vršila nad simpatizerji komunizma. Brošura je bila takoj po nezakonitem tiskanju v Kragujevcu odkrita, Miloš Minić in Moma Marković pa pregnana.  
Minić je pravno fakulteto zaključil leta 1938 in se vrnil v Čačak, kjer je delal kot odvetnik zdravnika in član okrožnega komiteja komunistične partije. Takratno Ministrstvo za notranje zadeve je kmalu našlo »rešitev« za Minićev politični aktivizem tako, da so odredili njegovo internacijo v koncentracijsko taborišče v kraju Bileća. Internaciji se je izognil tako, da je odšel v ilegalo. Pokrajinski odbor Komunistične partije Srbije ga je kmalu zatem poslal na delo v okrožje Kruševac. V tem času je bila okrožna partijska organizacija v Kruševcu v zelo slabem stanju, saj je doživela dva večja napada (leta 1935 in 1937). Njegova naloga je bila hitra ponovna vzpostavitev stranke in njen nadaljnji razvoj. Zaradi strogega policijskega nadzora je bila naloga zanj velik izziv. Tik pred 5. državno konferenco KPJ je bil na konferenci okrožnega komiteja komunistične partije v Kruševcu izbran za sekretarja.

## Narodnoosvobodilni boj
Takoj po dogodkih 27. marca 1941 je bil Miloš Minić poslan v Valjevo, kjer je delal kot inštruktor pokrajinskega odbora Komunistične partije Srbije pri okrožnem komiteju komunistične partije v Valjevu. Po okupaciji Jugoslavije, je bil eden od organizatorjev vstaje v Valjevu. Delal je kot organizator zbiranja orožja in drugih vojaških materialov, novačenja borcev in širjenja narodnoosvobodilnega gibanja. Aktivno je sodeloval tudi pri organizaciji valjevskih partizanskih odredov. 
Konec junija 1941 je izvedel, da se v bližini Valjeva nahaja polkovnik Draža Mihailovič in takoj zatem začel organizirati pogajanja za skupen boj proti okupatorju. S tem je ustvaril prvi uradni stik med narodnoosvobodilnim bojem in četniki. Miloša je pri pogajanjih spremljal Dragojlo Dudić in zdravnik Miodrag Jovanović, na četniški strani pa je delegacijo vodil poročnik Neško Nedić. Na prvem sestanku do sporazuma ni prišlo, prišli so le do zaključka, da se oboji borijo proti okupatorju
V času formiranja, tako partizanskih kot četniških odredov na svobodnem območju zahodne Srbije, so se odnosi med partizani in četniki poslabšali. Do novih pogajanj je ponovno prišlo preko Miloša Minića avgusta leta 1941. Po navodilih iz glavnega štaba narodnoosvobodilnega gibanja iz Beograda je Miloš Minić v spremstvu Dragojla Dudića odšel na pogajanja na Ravno goro. Pogajanja so potekala med Milošom Minićem in književnikom Dragišo Vašićem, ki ga je Minić poznal že iz časa študija v Beogradu. Minić je v pogajanjih dejal, da je prišel čas za začetek splošne in enotne narodne borbe, tako partizanskih kot četniških odredov. Draža Mihailović pa mu je odvrnil, da se naj ne prenagli zaradi nemških povračilnih ukrepov. Tudi ta pogajanja so se končala brez vidnega napredka. 
Medtem je Minić prišel v stik s četniških odredom »Začević-Martinović«, ki je bil pripravljen za skupen boj s partizani. Proti koncu avgusta sta pravoslavni duhovnik Vlada Začević in poročnik Ratko Martinović  odšla na skupni sestanek na Mačkov kamen. Na sestanku so se dogovorili za skupen napad na kraj Krupanj. Po osvojitvi Krupnja so se začela pogajanja o ustanovitvi novih organov oblasti. Na predlog Minića in Začevića so na sestanku v vasi Kržava oblikovali »Nacionalni odbor mesteca Krupanj«.  Po ustanovitvi organa je imel Miloš Minić govor, v katerem je največ govoril o novi »narodni« oblasti in ukinitvi do takratnih organov (sreški okrožni uradi, občina, žandamarijska postaja, sreskih sodišč, davčnih uradov in katastrske sekcije,…).
Sredi septembra istega leta je Minić dobil nalogo, da pričaka generalnega sekretarja KPJ, Josipa Broza Tita, ki naj bi prišel v okolico Valjeva. Tito je prišel v vas Robaje 18. septembra leta 1941, kjer ga je zadržala partizanska četa. Minić je kmalu zatem prišel v vas in prepoznal Tita. Tita je najbolj zanimal odnos med partizani in četniki Draže Mihailovića. Minić mu je o medsebojnih odnosih poročal, vendar pa se je Tito želel osebno sestati z Dražo. Sestanka so se udeležili Miloš Minić s Titom, Obradom Stefanovićem in Vojislavom Rafailovićem v vasi Struganik, 19. septembra 1941. Pogajanja in pogovori so potekali v hiši vojvode Živojina Mišića. Poleg Draže Mihailovića so se sestanka udeležili tudi sin Živojina Mišića, major Aleksandar Mišić (načelnik Vrhovne Komande), podporočnik Dragoslav Pavlović in Dragiša Vasić. Tudi po teh pogajanjih ni prišlo do znatnega napredka. Dogovorili so se samo, da se mobilizacija ne izvaja pod prisilo in da se obe strani ne spopadati več. Na koncu sestanka je Miloš Minić podaril Dragoslavu Pavloviću svojo pištolo »Walter«, Dragoslav pa mu je v zameno podaril pištolo, ki so jo nosili oficirji bivše jugoslovanske kraljeve vojske. Zanimivo je, da je ta pištola Milošu rešila življenje ob napadu Draževih četnikov v vasi Bastav leta 1942. 
Po prvi sovražni ofenzivi in umiku osrednje partizanske sile v Sandžak je Minić ostal na svojem terenu in nadaljeval s tedanjim delom. V sredini decembra je sklical sestanek političnih voditeljev upora iz šabskega in valjevskega okraja ter partizanskih vodij mačvanskega in valjevskega odreda. Srečali so se v Dragodolu, 15. decembra 1941. Minić, ki je vodil srečanje, je želel, da bi se partizanske enote reorganizirale na manjše in bolj fleksibilne enote. Vsaka skupina pa bi odšla na svoje ozemlje in tam širila upor med ljudstvo. Miloš je vztrajal tudi na trdni partizanski disciplini, ki je temeljila na prepovedi pijančevanja, posiljevanja, kraje, ubojev in kockanja. Tekom leta 1942, v najtežjem odbobju narodnoosvobodilnega gibanja, je delal na krepitvi enotnosti srbskega naroda in organizaciji borbe. 
Kot sekretar Okrožnega komiteja KPJ v Čačku je nadaljeval delo tudi leta 1943 in 1944. To delo je opravljal vse do vrnitve ENOT NOVJ in POJ v Srbijo. Po osvoboditvi Beograda je dobil delo načelnika Oddelka za zaščito naroda za mesto Beograd.

## Po drugi svetovni vojni
Po osvoboditvi Srbije leta 1944 je postal namestnik  Antifašistične skupščine narodne osvoboditve Srbije. Aprila 1945 je bil imenovan za državnega tožilca. Po imenovanju za tožilca je dobil tudi naziv polkovnika. Kot državni tožilec je sodeloval na sojenju Dragutinu Keseroviću, Voju Lukaševiću in Branku Gašpareviću. Seveda pa je bilo v njegova kariera dosegla vrh z Beograjskih procesom – sojenje Draži Mihailoviću in njegovim sodelavcem, ki je potekal od 10. junija do 15. julija 1946. Na sojenju je bil do obtožencev brezkompromisen, oster in neprizanesljiv. Funkcijo državnega tožilca je opravljal do leta 1950.
Od leta 1945 je bil tudi poslanec v Narodni skupščini SR Srbije in narodni poslanec  v Skupščini SFRJ v prvem in drugem sklicu. Bil je član Ustavodajnega odbora FLRJ in je sodeloval pri sestavi ustave FNRJ. Sodeloval pa je tudi pri oblikovanju prve ustave Ljudske republike Srbije iz leta 1947.
Na Petem kongresu KPJ, ki je bil v Beogradu leta 1948, je bil imenovan za predsednika volilne komisije FLRJ, katere naloga je bila razglasitev rezultatov volitev v Centralni komite. Ob razglasitvi rezultatov, ko je Minić prebral Titovo ime in povedal, da je prejel 2318 glasov (kolikor je bilo tudi udeležencev Kongresa), je njegov govor prekinil aplavz in glasba. Poskušal je nadaljevati z govorom, vendar mu delegati tega niso dopustili. Kongres se je končal s petjem »Internacionale«. 
Med svojo dolgo politično kariero je deloval na številnih funkcijah:
- minister v vladi Ljudske republike Srbije od leta 1950 do 1953
- član Zveznega izvršnega sveta od 1953 do 1956
- Predsednik ljudskega odbora Beograda med letoma 1955 in 1956
- Predsednik Izvršnega sveta Ljudske republike Srbije od leta 1957 do 1962
- član Zveznega izvršnega sveta med letoma 1962 in 1963
- podpredsednik Zveznega izvršnega sveta od 1963 do 1965
- predsednik Zveznega sveta Zvezne skupščine SFRJ med letoma 1966 in 1967
- član Sveta federacije od leta 1966 do 1974
- predsednik Skupščine Socialistične republike Srbije od 1967 do 1969
- podpredsednik Zvezne skupščine SFRJ od 1969 do 1972
- zvezni sekretar za zunanje zadeve med letoma 1972 in 1978

Za člana Centralnega komiteja Komunistične partije Srbije je bil izbran na Prvem kongresu, maja 1945. Član Politbiroja CK KP Srbije je bil od leta 1948 do 1962, član Izvršnega komiteja CK ZK Srbije pa do junija leta 1963. Za člana Centralnega komiteja KP Jugoslavije je bil izbran na Šestem kongresu. Član Izvršnega komiteja CK ZKJ je postal junija 1963. Sodeloval je tudi kot član Komisije in pri sestavi programa ZKJ, ki je bil sprejet na Sedmem kongresu SKJ leta 1958. Na devetem kongresu SKJ leta 1969 je bil izbran za člana stalne Konference ZKJ. Na desetem kongresu SKJ leta 1974 je bil izbran za člana Predsedstva CK ZKJ. Pred tem pa je bil član Predsedstva Glavnega odbora SZDL Srbije in član Zveznega odbora SZDL Jugoslavije.
Iz političnega življenja se je umaknil leta 1990. Po razpadu Jugoslavije  se v javnosti ni več pojavil. Po umiku se je preselil na svoj vikend v Čačku, kjer je živel do začetka leta 2003, ko se je vrnil v Beograd; v javnosti se je nazadnje pojavil v podgoriškem časopisu »Danas« marca leta 2003.
Umrl pri 89. letih, 5. septembra 2003 v Beogradu. Pokopan je na pokopališču v Čačku, poleg svoje soproge. Poročen je bil z Milko Minić, ki je bila prav tako udeleženka Narodnoosvobodilne vojne in družbeno-politična delavka. Z Milko je imel dve hčerki. Hčerka Jelica je bila nekaj časa tudi pomočnica ministra za zunanje zadeve ZRJ Gorana Svilanovića.

## Knjige in odlikovanja
Miliš Minić je napisal in izdal tri knjige, ki obravnavajo temo narodnoosvobodilne vojne:
- »Mladinsko gibanje v vojni in revoluciji v Srbiji 1941-1945«
- »Vojna in revolucija v Srbiji 1941-1945«
- »Narodnoosvobodilna ali državljanska vojna v Srbiji (1941-1945)«

Minić je nosilec Partizanske spomenice 1941 in drugih jugoslovanskih odlikovanj, med katerimi so Red ljudske osvoboditve, Red bratstva in enotnosti, Red zaslug za ljudstvo in drugi. Red Narodnega heroja je prejel 9. oktobra leta 1953.